# تشارلز ارين (كاتب)
تشارلز ارين (بالإنجليزية: Charles Warren)‏ هو مؤرخ وكاتب ومحامي أمريكي، ولد في 9 مارس 1868 في بوسطن في الولايات المتحدة، وتوفي في 16 أغسطس 1954 في واشنطن العاصمة في الولايات المتحدة.